# Os sustentaculi tali
Het os sustentaculi tali (os sustentaculi (proprium)) is een accessoir voetwortelbeentje dat soms als extra ossificatiepunt ontstaat gedurende de embryonale ontwikkeling.

## Ligging en anatomische relatie
Bij de mensen bij wie het botje voorkomt, bevindt het botje zich aan de posterieure uiteinde van het sustentaculum tali van het hielbeen. Soms vergroeit het met de calcaneus.,

## Prevalentie
Het botje wordt gezien bij ongeveer 0,3%-0,4% van de mensen.,

## Klinische relevantie
Op röntgenfoto's wordt een os sustentaculi tali soms onterecht aangemerkt als afwijkend, losliggend botdeel of als fractuur. Met name moet gewaakt worden voor verwarring met zeldzame geïsoleerde fracturen van het sustentaculum tali. Onderscheid is soms alleen te maken door extra, soms scheef ingeschoten röntgenfoto's te vervaardigen. Hoewel geïsoleerde fracturen van het sustentaculum tali uiterst zelden voorkomen en vaker ontstaan bij gecompliceerde intra-articulaire fracturen van het hielbeen, is het identificeren van een dergelijke fractuur van groot belang, aangezien enkele typen fracturen schroeffixatie behoeven voor goede genezing. Soms wordt een groot os tibiale externum verward met het botje.
Het os sustentaculi tali kan pijnklachten geven, veroorzaakt door degeneratieve veranderingen van de synchondrose. Op CT zijn dan tekenen van kraakbeen- en botdegeneratie zichtbaar in de vorm van hypertrofie en een onregelmatig oppervlak van de botcortex en de vorming van subchondrale cystes. In geval van fusie van een os sustentaculi tali met het hielbeen leidt dit eerder tot degeneratieve veranderingen en bijbehorende pijnklachten dan wanneer het geheel losligt.
Het os sustentaculi tali is geassocieerd met platvoeten.